# ロケットガール
『ロケットガール』は、野尻抱介による日本のライトノベル。イラストは山内則康、むっちりむうにいが担当。富士見ファンタジア文庫（富士見書房）より1995年3月から1999年8月まで全3巻刊行された後、同文庫より新装版が2006年10月から2007年8月まで全4巻刊行された。さらにハヤカワ文庫JA（早川書房）より2013年11月から2014年5月まで全4巻刊行された
内容は女子高生が宇宙飛行士となって活躍するSFである。
メディアミックスとして、2007年2月21日から5月17日までWOWOWでテレビアニメ版が放送された。

## ストーリー
第一巻
とある宇宙開発団体「ソロモン宇宙協会（通称SSA）」は、南太平洋にあるソロモン諸島の島・アクシオ島で、日本初となる有人ロケットの打ち上げを計画していた。しかし、計画は思うように進まず失敗の連続。責任者である所長・那須田勲の元に日本政府から「失敗したら計画を打ち切る」との通達が届く。
失敗続きの新型ロケット「LS-7」の代わりに、実績がある旧型ロケット「LS-5」を導入する決意を固めた那須田たち。しかしLS-5はパワーが不足しており、宇宙飛行士の1人である安川晴行の体重を78kgから50kgに減量するよう指示するが、当の安川は恐れをなして逃亡する。
那須田と医学主任の旭川さつきは、安川を追う途中、森田ゆかりに遭遇。彼女は東京在住の女子高校生であったが、彼女の父親がこの島で失踪したことから、それを探しに来たのである。ゆかりの体重が40kg以下であることを知った那須田たちは、ゆかりを言葉巧みに勧誘し、簡単なバイトと称して無理矢理宇宙飛行士の訓練を受けることを認めさせる。
彼女は父親が見つかるまで、ということで訓練に取り組むが、その最中のサバイバル訓練で地元住民の部落に入り、そこで父親が酋長になっていることを発見。ついでにそこで妹に当たるマツリを見て、自分とほぼ同じ体格であることから、彼女を自分の代役にしようと勧誘、彼女も同意する。ゆかりはこれを機に訓練をやめようと考えていたが、父親に帰るよう説得したときに、「お前がその仕事をやり遂げたら」と言われ、やむなく続ける羽目に。
あまり乗り気でなく訓練を続ける二人だったが、次第に周囲の人々のロケットにかける情熱や熱意を知り、積極的にそれに向かうようになる。そして初めての発射が迫る。数度の中止の後、初めてゆかりは宇宙に出るも、アクシデントが生じたことで、予定通りに帰ることが出来なくなる。様々な試行錯誤のあげく、とうとう予備機でマツリが救出に向かい、二人は無事に帰還するのだった。
第二巻
ゆかりとマツリが宇宙から戻ると、そこはなんとゆかりの母校、そこで宇宙帰りの実験動物の世話をしてもらったことから三浦茜が知り合いになり、茜は宇宙飛行士を目指すことに。彼女は天才的頭脳を持っていたが、体力に難があった。そこでSSAがわはゆかりも体験したサバイバル訓練を実施、彼女は何とかこれをクリア。こうして宇宙飛行士が三人体制となったところに、アメリカから冥王星に向かう予定の無人探査機の修理の依頼が来る。修理中に部品が狭いところに入り込んで、通常の宇宙服では修復不可能になったのである。さっそく茜にその任が下される。ミッションはあっさりと成功。彼女らはアメリカ船のクルーに歓迎される。
しかしまたもトラブル発生、無人ロケットが勝手に暴発する。このままでは無人探査機の計画が失敗するが、すでに無人機はさらに高い軌道に入っており、そのままでは近づいて修理することが出来ない。そこで茜のアイデアが活路を見いだす。
第三巻
ロケットガールたちのデビューから1年、そのアイドル的人気と軽量の利点を売りにSSAが造った路線にフランスが乗り出した。国内のリセエンヌから選りすぐりの五人、スキンタイトではないものの体の線に近い宇宙服で宇宙活動に乗り出した。そして打ち出した計画が月の極への有人探検の計画で、これにサポートとしてロケットガールたちが参加することに。その基地への移動中、飛行機事故に遭遇、うまく切り抜けるがここでフランス宇宙飛行士のリーダー、ソランジュと遭遇、鼻っ柱の強い同士のゆかりと対立が始まる。
さて、基地に入って訓練を始めると、フランス側二人が脱落。人気者になったので遊び回り、妊娠していたのである。絶望して投げ出そうとするソランジュをゆかりがいさめ、細部の変更で何とか計画を実行に移す。

## 登場人物
森田 ゆかり（もりた ゆかり）
声 - 仙台エリ
本作の主人公。16歳。名門ネリス女学院に通っていた。行方不明となった父親を探すためソロモン諸島に乗り込んだが、ひょんなことから宇宙飛行士になってしまう。本人は「普通」と思い込んでいるが、実際には派手な所もあり、大胆不敵。意地っ張りな性格の持ち主だが、姉御肌の一面も。当初はバイトということで宇宙飛行士をしており1回飛んだら学院に復学するつもりだったが、飛行後バイトをしていたことがバレて（ネリス女学院はバイト禁止）退学処分になったため、そのまま飛行士を続けることになった。原作文中においてはロングヘアーと表記されているがむっちりむうにいが挿絵を描いた新装版とアニメでは肩に僅かにかかる程度の長さに変更されている。
マツリ
声 - 生天目仁美
16歳。アクシオ島在住のタリホ族。酋長（ゆかりの父）と魔法使い（シャーマン）の娘で魔法使い見習い。
ゆかりの異母妹で、ゆかりとともに宇宙飛行士になる。性格は楽天的で天然ボケだが、サバイバル知識とシャーマンの血を受け継いだ動物的勘で仲間達をバックアップする。身体能力は3人の宇宙飛行士の中で1番で、対G検査では13Gもの高加重に耐えたほどである。野生生活からごく短期間でゆかりのバックアップを務められるなったように頭は決して悪くないが、しばしばタリホ族の伝統的アニミズムに基く言動でゆかりやSSAのスタッフを悩ませる（ただ、それが現実と奇妙に符合していることも多い）。彼女の使う「魔法」は催眠術に類するものとして描かれており、整備スタッフの目をごまかして宇宙船に間食を持ち込んだりする。
三浦 茜（みうら あかね）
声 - 長谷川静香
ネリス女学院の生物部に所属する品行方正な優等生。内気で引っ込み思案の所があるが、ゆかりに宇宙飛行士にならないかと誘われたことをきっかけに宇宙飛行士を目指すことになった。適性検査で対G特性に問題があり4Gを超えると気絶してしまうことが判明、一旦は適性なしと判断されたが、その知識や思考能力、そして体格が3人乗りオービタに搭乗可能な軽量小柄なMS（ミッションスペシャリスト）を求めるSSAの希望にかなっていたこと、そして温和な性格がゆかりとマツリらの個性の強いメンバーの間をうまくまとめ安全率を高めるのではないかとの期待から採用となった。
那須田 勲（なすだ いさお）
声 - 菅生隆之
ソロモン宇宙基地所長。50歳。SSAの設立に携わった。手軽に宇宙旅行を楽しめる未来を描いている。ゆかりを宇宙飛行士としてスカウトしたのは半ば成り行きだったが、その後は彼女たちの若さと容姿がもたらす宣伝効果を最大限に活用する。原作文中では銀縁眼鏡をかけて薄毛が進行しているという描写があるが、新装版とアニメでは眼鏡の装着はなく薄毛でもない。
旭川 さつき（あさひかわ さつき）
声 - 柳沢真由美
ソロモン宇宙基地医学主任。29歳。見かけは大人しいが、中身は宇宙飛行士訓練と称した「いじめ」まがいの訓練を好むサディスティックな人物。外見を見ただけで即座に体格や体重を言い当てる特技をもつ。
三原 素子（みはら もとこ）
声 - 豊嶋真千子
ソロモン宇宙基地化学主任。34歳。ロケット燃料およびゆかりたちの着用する「スキンタイト宇宙服」の開発を担当。薬品会社にいた彼女を那須田がスカウトした。しかし燃焼にこだわりすぎているせいか、燃料の改良を繰り返しエンジンテストの爆発事故頻発の原因となっている。ただ、非力なSSAのロケットで有人飛行を可能にするには彼女の開発した高効率な燃料が不可欠であり、しかも改良をやめさせようとすると燃料の生産を止めてしまうため、誰も彼女の開発衝動を止めることができずにいる。既婚者。
木下 和也（きのした かずや）
声 - 黒田崇矢
ソロモン宇宙基地主席管制官。44歳。ゆかり達を教える立場にある。スパルタ教育が信条で、ゆかり達には畏怖されている。実は子供のころから宇宙飛行士になる夢を秘めており、SSA参加の際に適性検査を受けたがわずかに不整脈の兆候が発見され、適性なしと判断され夢を断念している。
安川 晴行（やすかわ はるゆき）
声 - 田中一成
SSA所属の宇宙飛行士。航空自衛隊のテストパイロットを務めた経験がある。
黒須 俊之（くろす としゆき）
声 - 立木文彦
ソロモン宇宙基地保安主任。重度のミリタリー・マニア。モデルは原作者・野尻抱介の元同僚であった築地俊彦。
向井 博幸（むかい ひろゆき）
声 - 土門仁
ソロモン宇宙基地技術主任。35歳。かなりのメカマニアで、宇宙開発技術の話になると歯止めが利かなくなる。女性に対して免疫は皆無のため、ぎこちない日々を続けている。
森田 博子（もりた ひろこ）
声 - 夏樹リオ
ゆかりの母。建築デザイナー。
森田 寛（もりた ひろし）
声 - チョー
ゆかりとマツリの父。新婚旅行中に失踪し、現在はタリホ族酋長。
張 天津（ちょう てんしん）
声 - 立木文彦
アクシオ島の中華料理店・天津飯店の店長。斑麗（声 - 山本彰子）という孫娘がいる。
JAXA宇宙飛行士
声 - 山崎直子
アニメ第7話に特別出演。
ウェイン・バークハイマー
声 - 室園丈裕
スペースシャトル・アトランティスの船長。
ルイス・クリーガー
声 - うすいたかやす
アトランティスの操縦手。日本のアニメに詳しい。
ゴードン・クレニック
声 - 新垣樽助
アトランティスのミッションスペシャリスト。
ノーマン・ランドルフ
声 - 加瀬康之
アトランティスのミッションスペシャリスト。
オレアリー
声 - 巻島直樹
オルフェウスの計画主任。
ソランジュ・アルヌール
アリアン・スペースの子会社、アリアン・クーリエに所属するフランス版ロケットガール「アリアン・ガールズ」のリーダー。一見クールだが根はゆかりと似たもの同士であり、初対面から衝突する。

## 宇宙船
タンポポ
1巻（アニメ前半）に登場。ゆかりが初飛行で搭乗した1人乗り宇宙船（カプセル式再使用型宇宙往還機）。打ち上げ用ロケットは「LS-5A」。同型機にパスファインダー（無人テスト機）とココナツがある。
ランブタン
2巻（アニメ後半）およびそれ以降に登場。最大3人（ペイロードが多い時は2人）が搭乗可能な宇宙船。打ち上げ用ロケットは「LS-6」。同型機にマンゴスティンがある。以上、タンポポ以外は熱帯果実の名をとってある。
オルフェウス
2巻（アニメ後半）に登場。NASAの無人冥王星探査機。スペースシャトルから衛星軌道上に放出され、液体燃料ブースターで加速、12年（アニメ版では9年）かけて冥王星に到達する。
ポアソン / ポレール
3巻に登場。アリアン・クーリエの有人月探査船。母船ポアソンは4人乗り、着陸船ポレールは2人乗り。
ただし、ポアソンはアリアンのペイロードと内部容積の制限により居住性は劣悪で、少女でなければ４人乗りは不可能。また、ポレールは着陸「船」というよりバイクに近い単なるプラットフォームで、搭乗者は宇宙服のまま真空中に露出して操作する。
はちどり
4巻に登場。JAXAの無人小惑星探査機。イオンエンジンの運用試験、および小惑星マトガワへのタッチダウンとサンプルリターンを行った。
国際宇宙ステーション
4巻収録の短編2本に登場。うち『女子高生VS聖戦士』では、実験施設から人工衛星のパーツを衛星軌道上で組み立てる整備工場になっている。

## 既刊一覧

### 富士見ファンタジア文庫旧版
- 野尻抱介（著）・山内則康（イラスト、『ロケットガール』のみ）・むっちりむうにい（イラスト、『天使は結果オーライ』から）、富士見書房〈富士見ファンタジア文庫〉、全3巻
  - 『ロケットガール』、1995年3月10日発売[4]、ISBN 4-8291-2618-3
  - 『天使は結果オーライ』、1996年12月13日発売[5]、ISBN 4-8291-2723-6
  - 『私と月につきあって』、1999年8月25日発売[6]、ISBN 4-8291-2896-8

### 富士見ファンタジア文庫新装版
- 野尻抱介（著）・むっちりむうにい（イラスト）、富士見書房〈富士見ファンタジア文庫〉、全4巻
  - 『ロケットガール1 女子高生、リフトオフ！』、2006年10月20日発売[7]、ISBN 4-8291-1851-2
  - 『ロケットガール2 天使は結果オーライ』、2006年11月18日発売[8]、ISBN 4-8291-1875-X
  - 『ロケットガール3 私と月につきあって』、2007年1月20日発売[9]、ISBN 978-4-8291-1882-5
  - 『ロケットガール4 魔法使いとランデヴー』、2007年8月20日発売[10]、ISBN 978-4-8291-1919-8

### ハヤカワ文庫JA版
- 野尻抱介（著）・撫荒武吉（イラスト）、早川書房〈ハヤカワ文庫JA〉、全4巻
  - 『女子高生、リフトオフ！ ロケットガール1』、2013年11月8日発行（同日発売[11]）、ISBN 978-4-15-031136-0
  - 『天使は結果オーライ ロケットガール2』、2014年2月7日発行（同日発売[12]）、ISBN 978-4-15-031147-6
  - 『私と月につきあって ロケットガール3』、2014年4月10日発行（同日発売[13]）、ISBN 978-4-15-031155-1
  - 『魔法使いとランデヴー ロケットガール4』、2014年5月9日発行（同日発売[14]）、ISBN 978-4-15-031157-5

## アニメ
WOWOWで2007年2月から水曜24時00分 - 24時30分にノンスクランブルアニメとして放送。4月からは時間変更で木曜24時00分 - 24時30分の放送となった。また、同年9月9日から11月25日までAT-Xでも放送された。

### スタッフ
- 原作 - 野尻抱介[2]
- 監督 - 青山弘[2]
- 助監督 - 水野健太郎[2]
- シリーズ構成 - 中瀬理香[2]
- キャラクター原案 - むっちりむうにい[2]
- キャラクターデザイン - 大下久馬[2]
- メカニックデザイン - 竹内敦志[2]、垪和等[2]
- 美術監督 - 脇威志[2]
- CG監督 - 垪和等[2]
- 色彩設計 - 関根栄子[2]
- 撮影監督 - 関谷能弘[2]
- 編集 - 小島俊彦[2]
- 音響監督 - 鶴岡陽太[2]
- 音楽 - 光宗信吉[2]
- 音楽プロデューサー - 渋谷知子[2]
- プロデューサー - 松井智、楠原真理子、千葉博己、片桐大輔
- アニメーション・プロデューサー - 小川武司
- アニメーション制作 - ムークDLE[2]
- 企画・製作 - ハピネット
- 協力:宇宙航空研究開発機構(JAXA)

### 主題歌
オープニングテーマ「RISE」（第2話 - ）
作詞・歌 - ICHIKO / 作曲 - 牧野幸介 / 編曲 - 新井理生
エンディングテーマ
「明日行きのバスに乗って」（第1話 - 第11話）
作詞 - 森由里子 / 作曲 - 牧野幸介 / 編曲 - 新井理生 / 歌 - misae
「笑って！」（第12話）
作詞・作曲・歌 - ICHIKO / 編曲 - 知野芳彦
挿入歌「誓い」（第11話）
作詞・歌 - ICHIKO / 作曲 - 新井理生 / 編曲 - 知野芳彦
放送時には第1話、第2話にOP・EDがなかった模様。

### 各話リスト
| 話数       | サブタイトル                  | 脚本       | 絵コンテ            | 演出       | 作画監督                   |
| ---------- | ----------------------------- | ---------- | ------------------- | ---------- | -------------------------- |
| mission 01 | ディスティニィ -destiny-      | 中瀬理香   | 青山弘              | 水野健太郎 | 大下久馬                   |
| mission 02 | アッセンブリ -assembly-       | 十川誠志   | 青山弘 森木ひさし   | 山岡実     | 垪和等 諸貫哲朗 古佐小吉重 |
| mission 03 | ランチパッド -launch pad-     | 十川誠志   | 篠原俊哉            | 徳本善信   | 山縣亜紀                   |
| mission 04 | カウントダウン -count down-   | 中村誠     | 水野和則            | 佐藤豊     | 大西貴子                   |
| mission 05 | イグニッション -ignition-     | 十川誠志   | 森木ひさし          | 渡辺純央   | 渡辺奈月 飯飼一幸          |
| mission 06 | コントロール -control-        | 中瀬理香   | 渕上真              | 渕上真     | 猿渡聖加 大西貴子          |
| mission 07 | グラヴィティ -gravity-        | 水野健太郎 | 小野勝巳            | 玉田博     | 青井清年                   |
| mission 08 | セパレーション -separation-   | 中村誠     | 佐藤雄三            | 水野健太郎 | 古佐小吉重                 |
| mission 09 | キックモーター -kick motor-   | 中瀬理香   | 大久保富彦          | 徳本善信   | 山縣亜紀                   |
| mission 10 | オービター -orbiter-          | 十川誠志   | 井硲清高 篠原俊哉   | 山岡実     | 諸貫哲朗 古佐小吉重        |
| mission 11 | ターンスタート -turn start-   | 水野健太郎 | 水野和則 森木ひさし | 堀敦史     | 山沢実 大西貴子            |
| mission 12 | ロケットガール -rocket girls- | 十川誠志   | 森木ひさし 青山弘   | 佐藤豊     | 猿渡聖加 関口雅浩 大西貴子 |

### DVD
| 巻 | 発売日         | 規格品番  |
| -- | -------------- | --------- |
| 1  | 2007年5月25日  | BIBA-7201 |
| 2  | 2007年6月22日  | BIBA-7202 |
| 3  | 2007年7月27日  | BIBA-7203 |
| 4  | 2007年10月26日 | BIBA-7204 |
| 5  | 2007年11月22日 | BIBA-7205 |
| 6  | 2007年12月21日 | BIBA-7206 |

### パイロット版
テレビアニメに先立つ2001年、約3分のパイロット版が制作された。DVDの映像特典として収録。
企画製作は熊瀬哲郎。主要スタッフはテレビアニメと同じ。テレビアニメとはキャラクターのデザインなどが異なった。

## ゲーム書籍
- ロケットガールRPG（富士見ドラゴンブック、1995年5月）ISBN 4-8291-4297-9
  - 野尻抱介当人のゲームデザインによるテーブルトークRPG。イラストは山内則康ほか。

## ロケットガール養成講座
本作とタイアップした公開講座。秋田大学工学資源学部附属ものづくり創造工学センターが開講、秋田大学学生宇宙プロジェクト (ASSP) が中心的役割を果たした。主に秋田県内の女子高生を対象とする。文部科学省女子中高生理系進路選択支援事業の1つ。山崎直子宇宙飛行士の講演会などが開かれたほか、能代市において女子高生が大学生の支援の元製作したハイブリッドロケットの打ち上げを行なった。
ロケット製作、打ち上げにあたっては、東海大学TSRP、筑波大学STEP、CORE -Challengers of Rocket Engineeringも支援を行なった。しかし、打ち上げは完全な成功にはいたらず、その後、文科省の支援事業終了後も秋田大の尽力により2回目、3回目の打ち上げが実施された。その模様は密着ドキュメントとしてTV放映もされた。野尻抱介は以前よりこれらの団体がハイブリッドロケットを打ち上げている、能代宇宙イベントを訪れており、そのためタイアップが実現した。
- 期間：2006年11月23日 -
- 共催：文部科学省
- 後援：JAXA、秋田県教育委員会、能代市

## その他
- 竹本泉原作の同名作品について、作者の野尻は自身のWebサイトにて本作とは「・（中黒）」の有無で区別されるという認識を示している[16]。ただし竹本版『ロケット・ガール』もドラマCD版では『ロケットガール』のタイトルで収録されているなど、表記は一貫していない。
- アニメ第2話及び第6話で ゆかり が使用している電卓は ヒューレット・パッカード社のRPN電卓HP-41Cであるが、実際の宇宙開発でもスペースシャトルなどで使用されていた[注 5]。